# Personnages de Prince of Persia

Cet article présente les personnages de Prince of Persia, une franchise de jeux vidéo développée par Ubisoft.

## Farah

### Les Sables du temps
Dans Les Sables du temps, Farah est la fille du Maharajah d'Inde. À la suite de l'invasion du pays par le roi Shahraman de Perse, elle est enlevée par un soldat et faite esclave. Elle est présente lors de l'ouverture du Sablier, mais le Médaillon du Temps la protège de la transformation.
La relation entre Farah et le Prince va évoluer tout au long de l'aventure. Au début, elle hait le Prince, non seulement pour avoir envahi son pays, mais aussi pour avoir libéré les Sables. Toutefois, le fait de faire équipe avec lui pour stopper le Vizir et ses plans malsains, va les rapprocher l'un de l'autre. Ils entretiendront une relation d'amour/haine tout au long de l'aventure, mais finiront par s'aimer, bien qu'aucun des deux n'osera l'avouer à l'autre.
Il y a de forts soupçons quant à la relation sexuelle qu'auraient eue les deux protagonistes, puisqu'une cinématique les montre tous deux nus dans un bassin, avec un fondu noir lorsqu'ils s'embrassent. Le Prince va ensuite se réveiller, en se demandant si ce qu'il a vécu était un rêve ou une réalité. Il s'aperçoit enfin que Farah a disparu, en emportant son épée et sa Dague, ne lui laissant que son Médaillon, pour l'empêcher de se transformer en Créature des Sables.
Il fera tout son possible pour la rattraper, mais ne pourra pas la sauver d'une chute fatale : il essayera de la rattraper en saisissant sa Dague, mais en le voyant grimacer de douleur et saigner à cause de la lame, elle préfèrera lâcher la Dague et le laisser terminer seul sa mission. Après avoir vaincu la horde d'ennemis que Farah essayait de combattre, il retournera dans la salle du Sablier et le refermera, en remontant le temps jusqu'à la veille de la guerre. Farah aura tout oublié de sa relation avec le Prince (qui sera d'ailleurs le seul à s'en souvenir).
Après avoir vaincu le Vizir, Farah lui demande pourquoi il a inventé une « histoire aussi folle ». Il l'embrasse alors, mais elle est visiblement offensée par cet acte et le repousse. Le Prince, réalisant son erreur, remonte le temps et lui remet la Dague. Avant de s'en aller, Farah lui demande son nom, et celui-ci lui répond : « Appelez-moi... Kakolookiyam ». Il la quitte en la laissant stupéfaite, car elle seule connaissait ce mot, le nom que sa mère avait donné à un héros imaginaire des histoires qu'elle lui contait pour la rassurer, lorsqu'elle ne se sentait pas en sécurité. Le récit du Prince doit donc être vrai, puisqu'il n'aurait pu découvrir la signification de ce mot ailleurs.
Bien que Farah semble douce et délicate, elle sait manier l'arc et combat aux côtés du Prince. Malheureusement, il lui arrive de rater sa cible et de toucher le Prince à la place. Il y quelques dialogues humoristiques à propos de cela. À chaque flèche manquée, elle répond « Désolée ! », et plus tard dans le jeu, alors qu'elle propose au Prince de couvrir ses arrières, celui-ci répondra sur un ton exaspéré : « Non merci. Vous pourriez me toucher. ». Grâce à son physique très fin, Farah peut se glisser dans d'étroites fissures pour traverser les murs et activer les mécanismes qu'ils renferment.
Farah est doublée par l'actrice Joanna Wasick, dans les Sables du temps (VO).

### L'Âme du guerrier
Dans l'Âme du guerrier, Farah ne fait que deux brèves apparitions, une dans la cinématique d'introduction (dans un flash-back, pendant que le Prince raconte son histoire au vieil homme) et une dans la vraie cinématique finale (où Farah apparaît prisonnière de deux soldats).

### Les Deux Royaumes
Bien que les évènements des Sables du temps ne se soient jamais produits, sept années se sont écoulées depuis la « rencontre » entre Farah et le Prince. Avec le temps, elle est devenue plus éclairée et plus mature. Faite prisonnière par les soldats du Vizir, elle est emmenée à Babylone enfermée dans une cage, forcée à contempler le désastre de la guerre (bâtiments en flammes, civils massacrés, etc.). Ce sentiment d'impuissance la motivera à sauver le peuple de Babylone, dès qu'elle sera parvenue à se libérer. Elle est indépendante et ne ressent pas le besoin de se montrer chevaleresque. Durant la guerre, elle montrera à plusieurs reprises son désir de sauver les plus faibles, plutôt que de combattre directement les responsables de la guerre.
Elle a consacré ces sept années à l'étude de la politique et de l'histoire, ainsi qu'à l'amélioration de son tir à l'arc. Gracieuse et rapide, elle n'éprouve aucune difficulté à s'enfuir lorsqu'elle est encerclée d'ennemis, et son caractère vif et rusé lui permet de franchir la plupart des obstacles de la cité. Il lui manque toutefois les facultés acrobatiques du Prince ; c'est pourquoi elle aura souvent besoin de son aide pour progresser.
À la fin de la guerre, Farah aidera le Prince à soigner sa double personnalité. Alors que celui-ci est en train de rêver de son double maléfique, elle l'appelle et lui dit : « Ne pourchassez pas cette chimère, quittez cet endroit, réveillez-vous. ». Le double ordonne au Prince de rester, mais celui-ci parvient à le chasser de son esprit et à se réveiller.
Farah est doublée par l'actrice Helen King dans les Deux Royaumes (VO) et par Laura Blanc (VF)

## Le vieil homme
Le vieil homme veille sur le Prince depuis qu'il est enfant. Il le traite comme son fils, agissant comme un mentor.
Il n'apparaît que dans les cinématiques et incarne l'archétype du vieux sage. Il est très instruit et sait beaucoup de choses sur les Sables et leur lieu de création, l'Île du temps. Dans l'Âme du guerrier, il semble être aveugle ; il ne pose pas vraiment de regard sur le Prince et tâtonne une armoire pour prendre un pot. Ses yeux sont ensanglantés, jaunâtres et ses paupières sont tachées de noir, comme si ses yeux avaient été endommagés par les Sables.
Dans les Deux Royaumes, il rassemble les derniers citoyens en vie de Babylone pour faire diversion contre l'armée du Vizir, le temps pour le Prince et Farah de pénétrer le château. Le vieil homme a une attitude plus joviale que dans l'Âme du guerrier et ne semble plus avoir de problèmes de vision (probablement parce que les Sables n'ont jamais été créés).
Le vieil homme est doublé par Hubert Fielden dans l'Âme du guerrier et les Deux Royaumes (VO).

## Shahraman
Shahraman est le roi de Perse. Il n'était pas un père très présent pour son fils, car constamment occupé par la vie politique et les campagnes militaires. C'est pour cette raison qu'il a choisi le vieil homme pour veiller sur son fils.
Le roi sera lui aussi transformé par les Sables, dans les Sables du temps. Son fils sera contraint de le tuer pour poursuivre sa mission. Cette action sera toutefois annulée lorsque le Prince effectuera le gigantesque saut en arrière.
Lorsque le Dahaka commencera à poursuivre le Prince, celui-ci partira en exil pendant sept ans. À son retour, il retrouvera son père mort dans un puits, certainement tué par les créatures locales.
Shahraman est doublé par Warren Burton dans les Sables du temps (VO).

## Shahdee
Shahdee est la subordonnée de l'Impératrice du temps. Elle est brune et juste vêtue de jambières, d'un string,  protégée par quelques pièces d'armure noires. Elle a pour mission d'empêcher le Prince d'atteindre l'Île du temps.
Shahdee et son peloton de Monstres de Sables attaquent le navire du Prince durant une tempête en mer. Sans merci, les Monstres de Sables massacrent tout l'équipage du navire, tandis que Shahdee défie le Prince dans un duel. Elle le remportera en l'envoyant par-dessus bord.
Toutefois, sa mission échoue car le Prince survit et la poursuit dans la forteresse, ce qui rendra furieuse l'Impératrice. Shahdee se rebellera en réaction, car elle a sacrifié ses soldats pour rien. De plus, Shahdee trouve les plans de manipulation du Temps de l'Impératrice illogiques et futiles. Elles se livreront un combat, mais le Prince arrivera à temps pour tuer Shahdee, qui dira avant de mourir : « Pauvre fou, comprends-tu ... nul n'échappe à son destin. ». On saura plus tard que le message était adressé à l'Impératrice.
Shahdee est doublée par Alicyn Packard dans l'Âme du guerrier (VO).

## Kaileena

### L'Âme du guerrier
Kaileena et le Prince se rencontrent pour la première fois lorsque Shahdee lui livre un combat à mort. Le Prince vainc Shahdee et demande à Kaileena de l'emmener auprès de l'Impératrice du Temps, mais celle-ci refuse et reste énigmatique. Plus tard dans l'aventure, elle va consentir à l'aider à rencontrer l'Impératrice, en lui confiant des armes et des informations sur la forteresse. Malgré ses avertissements, le Prince est décidé à rencontrer l'Impératrice et l'empêcher de créer les Sables.
Lorsque le Prince ouvre enfin la porte, il découvre que Kaileena était en réalité l'Impératrice. Elle avait planifié de nombreuses épreuves pour abattre le Prince, mais tous ses pièges ont échoué. Elle cherchait à le tuer dans le but de changer son propre destin – elle était censée mourir des mains du Prince. Ils se battent et Kaileena perd la vie, en répandant les Sables. Sa mort n'ayant servi à rien, le Prince va être contraint d'altérer le cours du Temps avec le Masque des Revenants, et l'histoire va suivre un autre cours. Dans la fin canonique, le Prince tente de combattre Kaileena, mais le Dahaka intervient et se jette sur l'Impératrice ; le Prince tue le Dahaka avec l'Epée de l'Eau et repart à Babylone avec Kaileena.
Kaileena est doublée par Monica Bellucci dans l'Âme du guerrier (VO) et par Aure Atika (VF)

### Les Deux Royaumes
À la suite de la destruction du Dahaka, le Prince et Kaileena prennent une embarcation et mettent le cap vers Babylone. Malheureusement, les Sables n'ayant pas été créés, tous les évènements du premier épisode ne se sont pas produits, et le Vizir est toujours en vie, résolu à obtenir la vie éternelle. Celui-ci a assassiné le Mahârâja et s'est emparé de son armée, dans le but de conquérir Babylone. L'embarcation du Prince est attaquée et détruite, et les deux personnages se retrouvent séparés, sur la plage. Les soldats du Vizir enlèvent Kaileena, mais le Prince se lance à leur poursuite. Juste au moment de la sauver, il est capturé par Mahasti, un lieutenant du Vizir. Le Vizir utilise alors la Dague du temps et sacrifie Kaileena, puis se poignarde avec la Dague ensanglantée. La mort de Kaileena provoque la libération des Sables et la corruption de tous les êtres à proximité. Le Prince commence à se transformer, lorsqu'il s'empare de la Dague et s'enfuit avec.
Lorsque le Prince parvient à vaincre le Vizir à la fin de l'aventure, l'esprit de Kaileena s'échappe du corps du Vizir. Elle le remercie en annulant les effets de la corruption du Prince et le rassure en disant qu'elle n'était de toute façon pas faite pour vivre en ce monde mais qu'il y en a d'autres où elle trouvera la paix. Elle disparaît enfin avec la Dague du Temps.
Kaileena est doublée par Sarah Carlsen dans les Deux Royaumes (VO) et Nathalie Spitzer en (VF)

## Le Vizir

### Les Sables du temps
Dans les Sables du temps, le Vizir trahit le Maharajah d'Inde pour le compte du roi de Perse Shahraman. Il cherche par ce biais à mettre la main sur la Dague du Temps, une relique capable de lui conférer l'immortalité. Toutefois, le fils du roi de Perse, le Prince, trouve la Dague en premier. Shahraman, ne sachant rien des plans du Vizir, refuse de lui remettre le trésor de guerre de son fils. Le Vizir entre maintenant au service du roi.
Le Vizir voyage avec le roi en direction de Azad, pour remettre certains des trésors de guerre au Sultan, en gage de paix. Parmi ces trésors se trouve le Sablier du Temps, que le Prince ouvre sous les paroles envoûtantes du Vizir. Celui-ci lui demande alors de lui remettre la Dague, pour inverser les effets des Sables, mais le Prince ne le croit pas et s'enfuit. Tout au long de l'aventure, le Vizir envoie ses Créatures des Sables pour vaincre le Prince, mais sans succès. Le Prince finit par refermer le Sablier et retrouve Farah dans le passé, dans le but de la prévenir de la trahison du Vizir. Celui-ci surgit à la fin du récit et entame un combat avec le Prince, qui lui donnera la mort.
Le Vizir est doublé par Barry Dennen dans les Sables du temps (VO).

### Les Deux Royaumes
Le Vizir fait son retour dans les Deux Royaumes. Puisque le Prince a empêché la création des Sables dans l'Âme du guerrier, les évènements des Sables du temps ne se sont pas produits et le Vizir n'a pas été tué. Comme les Sables n'ont pas été créés, le Vizir ne pouvait plus mener à bien sa quête de l'immortalité. Toutefois, la Dague était en sa possession, et elle lui donnait des visions du futur. Il a vu que l'Impératrice du Temps se rendrait à Babylone, et c'est pour cette raison qu'il voulait pousser le Mahârâja à déclarer la guerre au royaume de Perse. Comme il refusait de l'écouter, le Vizir fut contraint de l'assassiner et d'utiliser son armée pour mener la guerre. 
Lorsque le Prince et Kaileena arrivent à Babylone, leur embarcation est coulée et Kaileena est faite prisonnière. Le Prince ne parviendra pas à la sauver, et le Vizir la sacrifie avec la Dague, dans le but de libérer les Sables. Puis, il se poignarde avec cette même arme, pour s'octroyer l'immortalité et des pouvoirs quasi divins. Désormais transformé en une grande créature ailée, il se donne le nom de Zervan, en référence au dieu de l'infini, de l'espace et du destin.
À l'aide des Sables, le Vizir transforme son armée puis répand les Sables sur toute la cité en un torrent meurtrier. Le Prince rattrape le Vizir dans un temple, mais celui-ci parvient à le semer et à capturer Farah, pour en faire sa reine. Avant que le Vizir ne puisse transformer Farah, le Prince le défie dans un combat féroce, et le mutile jusqu'à ce qu'il parvienne à le poignarder au cœur. Dans la douleur, le Vizir s'écrit alors : « Ce n'est pas ce que la Dague avait promis ! » avant d'exploser, en emportant toute son armée de monstres dans l'oubli.
Le Vizir est doublé par Harry Standjofski dans les Deux Royaumes (VO).

### Les lieutenants du Vizir
Dans les Deux Royaumes, le Vizir a à son service plusieurs lieutenants, qui seront tous transformés par les Sables.

#### Klompa
Klompa est un guerrier de l'armée du Vizir, qui manie une lance sous sa forme humaine. Lors de sa corruption par les Sables, il est transformé en un géant immonde et grotesque. Il porte de nombreuses blessures et a perdu sa mâchoire, porte un masque et arbore une épée presque aussi grande que lui. Il a élu domicile dans l'arène de la cité, où il retient prisonniers de nombreux citoyens. Pour le vaincre, le Prince doit premièrement lui percer les yeux après avoir escaladé une série d'obstacles autour de la fosse de l'arène, puis le poignarder brutalement avec la Dague.

#### Mahasti
Mahasti est un lieutenant féminin, responsable de l'incrustation de la chaîne dans le bras gauche du Prince. Les Sables ont été plus cléments sur la modification de son apparence, mais ils lui ont tout de même conféré une incroyable agilité. Elle enferme de nombreuses citoyennes dans un lupanar, en vue de leur transformation en Monstres des Sables. Elle livrera un combat au Prince, qui n'est pas de taille à la vaincre. Celui-ci finira par se transformer en Prince de l'Ombre, et aura par avoir raison d'elle en la jetant dans le vide.
Elle porte une armure violette et un casque en forme de tête d'éléphant. Elle manie deux épées courtes et combat de la même manière que Shahdee dans l'Âme du guerrier.
Mahasti est doublée par Lucinda Davis dans les Deux Royaumes (VO).

#### Les Guerriers Jumeaux, Hache et Épée
Les Guerriers Jumeaux sont deux lieutenants à la force extraordinaire. Ils n'ont pas de nom ; les joueurs les ont baptisés Hache et Épée, car l'un manie une large hache et l'autre une énorme épée. Ils combattent ensemble, de manière synchronisée. Épée piège le Prince dans un atelier de tailleurs de pierre en proie aux flammes, tandis que Hache le poursuit dans une course de chars. Les deux Jumeaux combattent le Prince dans un ring cerclé de flammes. Le Prince tuera Épée, tandis que Farah abattra Hache avec ses flèches.

## Le Dahaka
Dans l'Âme du guerrier, le Dahaka est la manifestation physique de l'inéluctabilité du destin. Ce monstre est le Gardien du Temps, et ne semble se manifester que lorsque la Ligne du Temps est perturbée. Dans les Sables du temps, le Prince libère les Sables et s'en sert délibérément pour manipuler la Ligne du Temps (éviter sa mort, stopper le temps, etc.), jusqu'à ce qu'il réalise un gigantesque saut en arrière, la veille de l'attaque du palais du Mahârâja. Le Prince aurait dû mourir lorsqu'il a ouvert le Sablier, mais il est parvenu à éviter cette mort en changeant le cours de l'histoire, et a de ce fait créé un paradoxe. C'est cette perturbation qui oblige le Dahaka à éliminer le Prince.
Le Dahaka a une apparence humanoïde, musclé et très grand (environ deux fois la taille du Prince), avec la peau d'un noir zébré de gris. Sa tête est surmontée de cornes en forme de huit horizontal (∞), le symbole de l'infini. Ses yeux brûlent d'une lueur blanche et le sol se recouvre d'ombres sur son passage. Il a la capacité de projeter des tentacules hors de son abdomen, qu'il utilise pour capturer le Prince s'il n'est pas capable de lui échapper. Il est également capable de faire apparaître ces tentacules hors des murs et du sol. Enfin, le Dahaka a la capacité de réaliser des bonds extraordinaires, de pulvériser les murs et de stopper brièvement le temps (ce qui équivaut à des téléportations, du point de vue du Prince). Tous les aspects de cette créature font suggérer qu'elle provient d'un monde surnaturel, ou qu'en tout cas, il a été doté de pouvoirs qui nous apparaissent comme surnaturels pour pouvoir remplir efficacement sa mission de Gardien.
Intemporel, il pourchasse le Prince depuis sept ans, qui doit constamment fuir pour éviter sa mort. Le Prince finira par s'emparer de l'Épée de l'Eau, relique qui le protège contre les tentacules et les pouvoirs de paralysie temporelle du Dahaka, et lui livrera combat aux côtés de Kaileena. À la fin de ce combat épique, l'Impératrice fait tomber le Dahaka avec une attaque énergétique, qui se raccroche in extremis au bord de la plate-forme pendant que le Prince lui assène un coup fatal. La créature vaincue tombe alors dans le lac, qui s'assombrit un bref instant avant de laisser réapparaître le Dahaka sous une forme démesurée mais désormais impuissante. Son échec à détruire et le Prince et Kaileena signe définitivement son arrêt de mort et celui-ci s'évanouit finalement dans les airs.
Durant les courses-poursuite, le Dahaka semble parler dans une langue inconnue. En réalité, il parle à l'envers, et le joueur peut le comprendre s'il remonte le temps après que le Dahaka a fini de parler. Le joueur peut l'entendre dire : « Tous ceux qui ont essayé avant toi ont péri. », « Viens à moi... viens vers ta mort ! », « Ne perturbe plus la Ligne du Temps. », « Personne ne peut échapper au Dahaka. » et « Tu ne peux changer ton destin, tu as échoué. ».
Tout comme les Monstres de Sables, le Dahaka présente une forte aversion pour l'eau. Le contact avec cet élément le blesse, et il ne peut franchir les cascades d'eau protégeant certaines parties de la forteresse. D'après le mythe original, le Dahaka, intemporel, craint l'eau car c'est le symbole du temps qui passe (écoulement de l'eau).

### Signification
La signification de Dahaka n'est pas certaine. Parmi les possibilités, nous avons « brûlant » (cf. dahana en Sanskrit), « homme » ou « semblable à un homme » (cf. daha en Khotanais), « immense » (cf. lōy en Pachto), ou « étranger » (cf. dahae en Scythe et dasas en Védique). Dans les textes de l'Avesta, Dahāka est écrit comme un nom propre. Le nom Avestique Āži-Dahāka est plus tard devenu Dahāg ou Bēvar-Asp en Moyen-Persan, ce qui signifiera plus tard « [celui qui a] 10 000 chevaux ». En retour, le Moyen-Persan Dahāg sera l'origine de Zahhak de la mythologie persane de Shâh Nâmeh.